# Massimiliano Palinuro
Massimiliano Palinuro (ur. 10 czerwca 1974 w Ariano Irpino) – włoski duchowny katolicki, wikariusz apostolski Stambułu i administrator apostolski Egzarchatu apostolskiego Stambułu od 2021.

## Życiorys
Święcenia kapłańskie otrzymał 24 kwietnia 1999 i został inkardynowany do diecezji Ariano Irpino-Lacedonia. Po kilkuletnim stażu duszpasterskim wyjechał jako misjonarz do Turcji, gdzie pracował m.in. jako proboszcz parafii w Trabzonie.
14 września 2021 papież Franciszek mianował go wikariuszem apostolskim Stambułu i administratorem apostolskim Egzarchatu Stambułu. Sakry udzielił mu 7 grudnia 2021 prefekt Kongregacji ds. Kościołów Wschodnich - kardynał Leonardo Sandri.